# Ophion subarcticus
Ophion subarcticus är en stekelart som beskrevs av Hellen 1926. Ophion subarcticus ingår i släktet Ophion och familjen brokparasitsteklar. Inga underarter finns listade i Catalogue of Life.